# Tadamichi Kuribayashi
Tadamichi Kuribayashi, född 7 juli 1891, död cirka 23 mars 1945, var en japansk generallöjtnant och befälhavare över den japanska garnisonen vid Iwo Jima under Slaget vid Iwo Jima. Kuribayashi kom från en samurajfamilj. Under 1920-talet tillbringade Kuribayashi två år i Washington som militärattaché.
General Kuribayashi har rapporterats ha begått självmord genom harakiri den 23 mars 1945 då han satt fast i en underjordisk grotta under striderna. Ett flertal av de få japanska soldater som överlevde slaget menar dock att han rivit av sig gradbeteckningar och stupat i striderna. De flesta historiker är eniga om att det senare är mer troligt eftersom harakiri endast utförs efter "nederlagets skam", något traditionella samurajer såg väldigt allvarligt på att upprätthålla. Hans kropp återfanns aldrig.